# Timonius subavenis
Timonius subavenis là một loài thực vật có hoa trong họ Thiến thảo. Loài này được (Valeton) S.P.Darwin miêu tả khoa học đầu tiên năm 1983.